# کلاهک قارچ
پیلوس (به انگلیسی: Pileus) نام فنی کلاهک، یا قسمت کلاهک مانند، یک قارچ بازیدیوکارپ یا آسکوکارپ (جسم بارده قارچ) است که سطح تولیدکننده هاگ، هیمنیوم را نگه می‌دارد. پیلوس مشخصه قارچ‌های تاقچه‌ای، قارچ‌های کیسه‌ای و تعدادی از قارچ‌ها است.

## طبقه‌بندی
پیلوس می‌تواند شکل‌های مختلفی داشته باشد و شکل آن‌ها می‌تواند در طی دوره چرخه رشد قارچ تغییر کند. آشناترین شکل پیلوس شکل محدب یا برآمده است. پیلوس‌های برآمده اغلب به گسترش خود تا زمان مسطح شدن ادامه می‌دهند. بیشتر گونه‌های شناخته شدهٔ قارچ پیلوس برآمده دارند، از جمله: قارچ خوراکی دکمه‌ای و گونه‌های مختلف قارچ مرگبار

جرسی(به شکل زنگ)
مخروطی
برآمده (محدب)
فرورفته
مسطح (صاف)
قیفی‌شکل
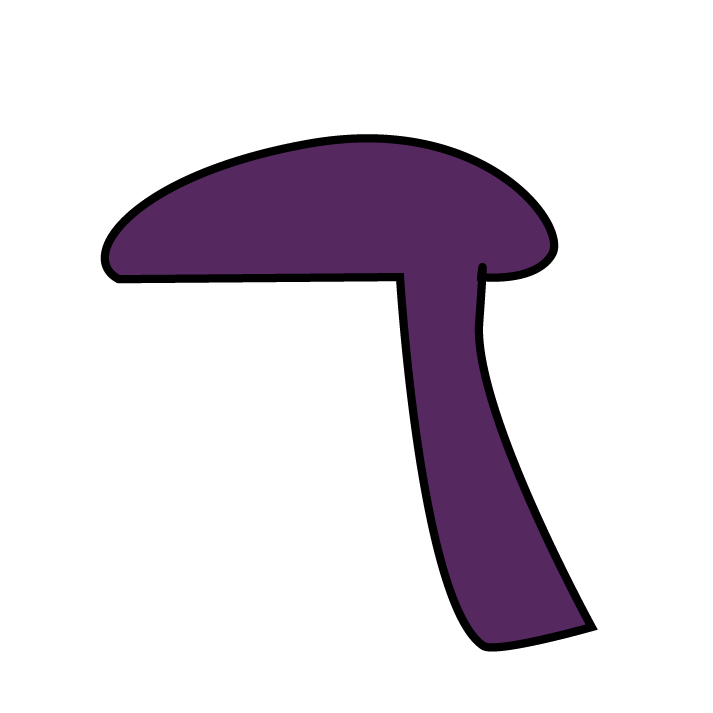
افست (کج )
بیضی (تخم‌مرغی)